# Sandra Eleta
Sandra Eleta (née le 4 septembre 1942) est une photographe panaméenne.

## Jeunesse
Sandra Eleta suit des cours d'histoire de l'Art au Finch College de New York, puis se forme à la photographie au Centre international de la photographie. Après avoir étudié, elle rentre en Amérique centrale et devient professeure à l'Université du Costa Rica.  

## Carrière artistique
Après avoir enseigné, Sandra Eleta passe 4 ans, de 1977 à 1981 à Portobelo. Elle prend part à la vie locale et photographie les habitants dans leur quotidien, elle y montre la réalité d'une ville portuaire panaméenne. Cette série reste l'œuvre la plus connue de l'artiste. Les formats carrés et le noir et blanc deviennent sa signature artistique. 
En 1984, Sandra Eleta réalise un court métrage montrant la vie des Panaméens, intitulé Sirenata en B.
Ses œuvres font partie de plusieurs collections publiques dont celle du Museo de Arte y Diseño Contemporáneo de San José et du Museo de Arte Contemporáneo de Panama. Elle est représentée en France par la Galerie Agathe Gaillard.

## Expositions

### Monographiques
- 2006, Museo Nacional de Bellas Artes, Buenos Aires, Argentine
- 2005, Centre portugais de la photographie, Porto, Portugal
- 2002, Museo de Arte y Diseño Contemporáneo, San José, Costa Rica

### Collectives
Les photographies de Sandra Eleta ont été exposées dans plusieurs grandes institutions, comme le Pérez Art Museum à Miami ou le Centre Pompidou à Paris. Elles sont aussi montrées lors de la XXIVe Biennale de São Paulo, en 1998. 
En 2017, Sandra Eleta fait partie des artistes de l'exposition d'art féministe Radical Women: Latin American Art, 1960–1985, au Hammer museum à Los Angeles, puis au Elizabeth A. Sackler Center for Feminist Art du Brooklyn Museum à New York et à la Pinacoteca de São Paulo, l'année suivante. 

## Prix et récompenses
- Prix M.I.L.K. en 2001
- Crystal Appel en 2001